# Josep Porcar Museros
Josep Porcar Museros   (Castelló de la Plana, 28 de juliol de 1973) és un poeta valencià, traductor literari, dissenyador gràfic, editor i periodista. Llicenciat en Ciències de la Informació, ha treballat de cambrer, forner, periodista, dissenyador i cap de preimpressió. Contra corrent, la seua trajectòria laboral no l'ha dut a especialitzar-se en una sola disciplina professional, sinó a eixamplar el seu camp d'acció creativa, relacionada sempre amb el món de la comunicació.
Escriu el blog Salms i és coeditor de Salze Editorial. Va ser editor del Blogs de Lletres, el primer hiperblog català de literatura a la Xarxa, Premi LletrA 2007 a la millor pàgina web sobre literatura catalana, «per l'aplicació útil i efectiva de la tecnologia a la difusió de totes les informacions sobre literatura generades per la comunitat bloguer i els mitjans de comunicació», segons el jurat. És autor de múltiples vídeo-poemes, en els quals fa una interpretació audiovisual de textos clàssics d'autors com ara Emily Dickinson, Philip Larkin, W.B. Yeats, Edna St. Vicent Millay, Edgar Allan Poe, Sylvia Plath, Umberto Saba i Mário Cesarini, entre d'altres.
És membre fundador d'El Pont Cooperativa de Lletres, entitat que associa els escriptors i les escriptores de les comarques del nord del País Valencià i col·labora amb la Universitat Oberta de Catalunya (UOC) en el desenvolupament del corpus teòric relatiu als formats digitals de comunicació literària.

## Obres
- Vint-i-dues mans de pintura, 1994 (Edicions de la Guerra)
- Matèries encara, 1995 (Ed. Ajuntament de Manises)
- Crònica de l'ocupant, 1995 (Editorial 3i4)
- La culpa; De impura exspiratione; Sàtires i salms, 1998 (Eliseu Climent)
- Els estius, 2008 (Edicions 2.0 / Brosquil Edicions)
- Diversos autors. La Catosfera literària 08: primera antologia de blogs en català, 2008 (Cossetània)
- Coautor de Tibar l'arc. Una mirada a la poesia valenciana actual, 2012 (Editorial Tria Llibres)
- Llambreig, 2013. Edició de Ferran Bataller i Ana Lozano (Editorial Tria Llibres)
- Preguntes, 2015 (Edició d'Autor)
- Nectari, 2016 (Edicions del Buc)
- Anys llum, 2019 (Onada Edicions)
- Els focs ignífugs, 2023 (Godall Edicions)

## Premis
- Premi Solstici (Manises, 1995), pel llibre Matèries encara.[7]
- Premi Miguel Hernández (Alacant, 1993), pel llibre Vint-i-dues mans de pintura
- Premi Senyoriu d'Ausiàs March (Beniarjó, 1994), pel llibre Crònica de l'ocupant
- Premi Vicent Andrés Estellés de poesia (València, 1998), pel llibre La culpa
- Premi LletrA 2007 a la millor pàgina web sobre literatura catalana per blocsdelletres.com
- Premi de la Crítica dels Escriptors Valencians (2014), pel llibre Llambreig[8]
- Premi Jaume Bru i Vidal de poesia Ciutat de Sagunt (Sagunt, 2018), pel llibre Anys llum